# Grevillea alpivaga
Grevillea alpivaga är en tvåhjärtbladig växtart som beskrevs av Michel Gandoger. Grevillea alpivaga ingår i släktet Grevillea och familjen Proteaceae. Inga underarter finns listade i Catalogue of Life.